# Eunidia preapicefasciata
Eunidia preapicefasciata là một loài bọ cánh cứng trong họ Cerambycidae.